# Victoria Givens
Victoria Givens, pseudonimo di Victoria Elaine Smith (Morgantown, 14 gennaio 1970), è un'ex attrice pornografica e regista statunitense, attiva tra il 2001 ed il 2009 .

## Biografia
Divenne famosa per aver battuto il World Anal Gangbang: praticò sesso anale con 101 uomini in sette ore, senza alcun tipo di lubricazione artificiale, in un evento sponsorizzato da moviemonster.com, a cui presero parte come fluffer Lisa Sparxxx e Julie Robbins. Il precedente record era di Brooke Ashley, che nel 1998 aveva fatto sesso anale con 50 uomini in The World's Biggest Anal Gangbang (in quest'occasione contrasse l'HIV).

## Filmografia
- Women Seeking Women 45 (2008)
- Women Seeking Women 41 (2008)
- Lesbian Bridal Stories 2 (2008)
- Big Tit Pole Dancers (2007)
- Bouncy (2007)
- Buxom Babes (2006)
- Hot Squirts 2 (2006)
- Stick It (2006)
- Anal Training (2005)
- Date My Slut Mom! (2005)
- All-American Anal (2005)
- All Girl Pussy Party 7 (2005)
- Ass Master (2005)
- Filthy Ho's 2 (2005)
- Girl Gasms 2 (2005)
- Over 30 & Dirty (2005)
- Red Hot Pussy Trot (2005)
- Training Day (2005)
- Women Seeking Women 13 (2005)
- Adult Movie Part 2 (2004)
- Assfensive (2004)
- ATM Babes 1 (2004)
- ATM Babes 2 (2004)
- Blonde Ambition (2004)
- Butt Plumbers 3 (2004)
- Camera Club (2004)
- Chasing Reality (2004)
- Chix in the Mix 2 (2004)
- Compulsion (2004)
- DD Pizza Girls (2004)
- Dirty Girlz 1 (2004)
- Extreme Behavior 5 (2004)
- Eye Candy 1 (2004)
- Fresh Ass Whores (2004)
- Fresh Porn Babes 4 (2004)
- Girls Home Alone 21 (2004)
- Girl to Girl (2004)
- Hand Job Hunnies 6 (2004)
- I Survived a Rodney Blast (2004)
- JKP Hardcore 3 (2004)
- Just Sex (2004)
- Knockin' Nurses 2 (2004)
- Layover (2004)
- Lesbian Big Boob Bangeroo 4 (2004)
- Midnight Caller (2004)
- Milf Seeker 1 (2004)
- Mommy Loves Cum (2004)
- My Friend's Hot Mom 2 (2004)
- Not Far from Heaven 2 (2004)
- Not Far from Heaven 3 (2004)
- Oral Hygiene 2 (2004)
- Phoenix Unleashed (2004)
- Poke Her (2004)
- Powershots 3 (2004)
- Private X-treme 16: Big Titted Super Sluts! (2004)
- Pussy Playhouse 7 (2004)
- Real Amateur Porn 21 (2004)
- Screw My Wife Please 39: She's da Bomb! (2004)
- Sloppy 2nds (2004)
- Star Struck (2004)
- Stick Your Pole in My Rear Hole (2004)
- Stripper Academy (2004)
- Sweet Obscenities (2004)
- The Sopornos 8 (2004) .... Agent Stephanie
- The Word Man Does Pornstars (2004)
- True Hardwood Stories (2004)
- Ultimate DP Gangbang 2 (2004)
- Voluptuous 5 (2004)
- Voyeur Vision (2004)
- We Swallow 4 (2004)
- Wild West Weekend (2004)
- Cumstains (2003)
- Julian's POV Deauchery (2003)
- Air Tight 10 (2003)
- American Nymphette 6 (2003)
- ATM Babes 1 (2003)
- Busty Beauties 9 (2003)
- Double Decker Sandwich 3 (2003)
- Eye Contact 22 (2003)
- Love, Crazy (2003)
- Not Far from Heaven (2003)
- Real Amateur Porn 17 (2003)
- School Bus Girls 2 (2003)
- Search for the Ripe Peach (2003)
- Sex and Romance (2003)
- Sexhibition 8 (2003)
- Squirting Adventures of Dr. G 3 (2003)
- The Wedding (2003)
- Under the Influence (2003)
- Video Dames (2003)
- Wild Poppy (2003)
- Young Chicks Who Drink Dicks 2 (2003)
- Girl Show 2 (2002)
- Pandora's Box (2002)
- Naughty Nights 4 (2002)
- Sex Toys 7 (2002)